# Programma Small Scientific Satellite
Il Programma Small Scientific Satellite è un programma di ricerca scientifica dell'Agenzia spaziale giapponese (JAXA) che prevede il lancio di missioni di piccola scala - rapide, economiche e frequenti - allo scopo di completare i risultati ottenuti con missioni di classe media o grande.
La JAXA intende ottenere tale risultato sviluppando una piattaforma comune sulla quale montare di volta in volta gli strumenti scientifici necessari per conseguire la missione prescelta. I satelliti appartenenti a tale serie sono indicati come Small space science Platform for Rapid INvestigation and Test o, più frequentemente, attraverso l'acronimo SPRINT.

## Missioni in corso

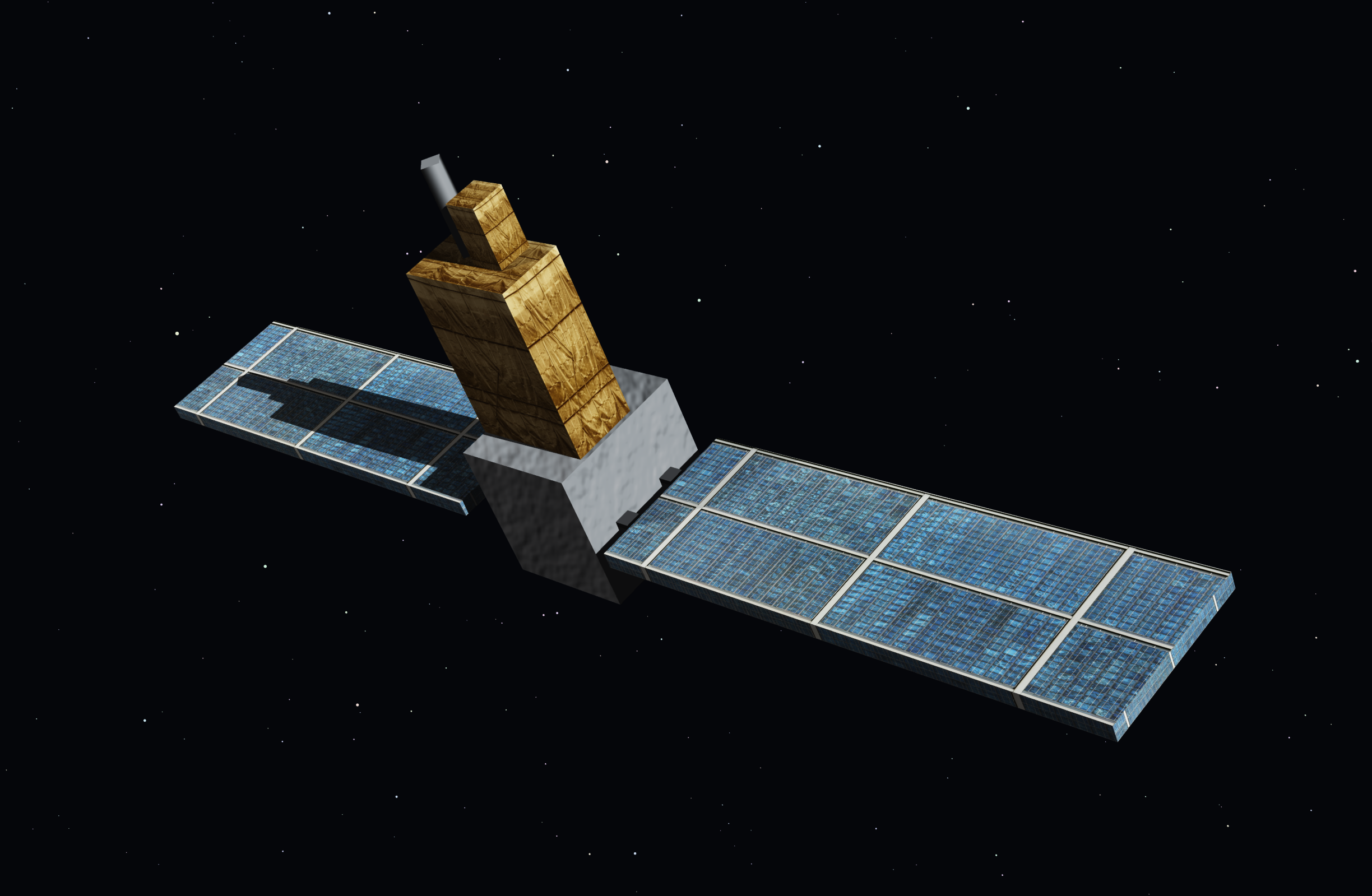
Rappresentazione artistica di Hisaki in orbita.

### Hisaki
Hisaki (SPRINT-A) è stata la prima missione selezionata nell'ambito del programma. Lanciato il 14 settembre 2013 in orbita terrestre bassa, dispone di uno spettroscopio operante nell'ultravioletto estremo, sviluppato per lo studio delle atmosfere e  magnetosfere dei pianeti del sistema solare. Principali obiettivi della missione sono la determinazione dei tassi di fuga atmosferica per Marte e Venere e la caratterizzazione dell'interazione tra il vento solare e il plasma presente nella magnetosfera di Giove.

## Missioni future

### ERG
Energization and Radiation in Geospace (ERG, SPRINT-B) è la seconda missione selezionata nell'ambito del programma, nell'agosto del 2009. Il satellite dovrebbe essere lanciato nel 2015 ed essere utilizzato per la caratterizzazione dello spazio in prossimità della Terra, con particolare attenzione allo studio delle Fasce di Van Allen.